# 特里·弗洛
特里·L·弗洛（英語：Terry L. Furlow，1954年10月18日—1980年5月23日），美国NBA联盟前职业篮球运动员。他在1976年的NBA选秀中第1轮第12顺位被费城76人选中。